# پلزنت هیل (لوئیزیانا)
پلزنت هیل (به انگلیسی: Pleasant Hill) شهری در ایالت لوئیزیانا کشور ایالات متحده آمریکا است که جمعیت آن در سرشماری سال ۲۰۱۰ میلادی، ۷۲۳ نفر بوده‌است.